# Les Albres
Les Albres är en kommun i departementet Aveyron i regionen Occitanien i södra Frankrike. Kommunen ligger  i kantonen Capdenac-Gare som ligger i arrondissementet Villefranche-de-Rouergue. År 2022 hade Les Albres 344 invånare.

## Befolkningsutveckling
Antalet invånare i kommunen Les Albres
Referens: INSEE